# Louise Carver (Sängerin)

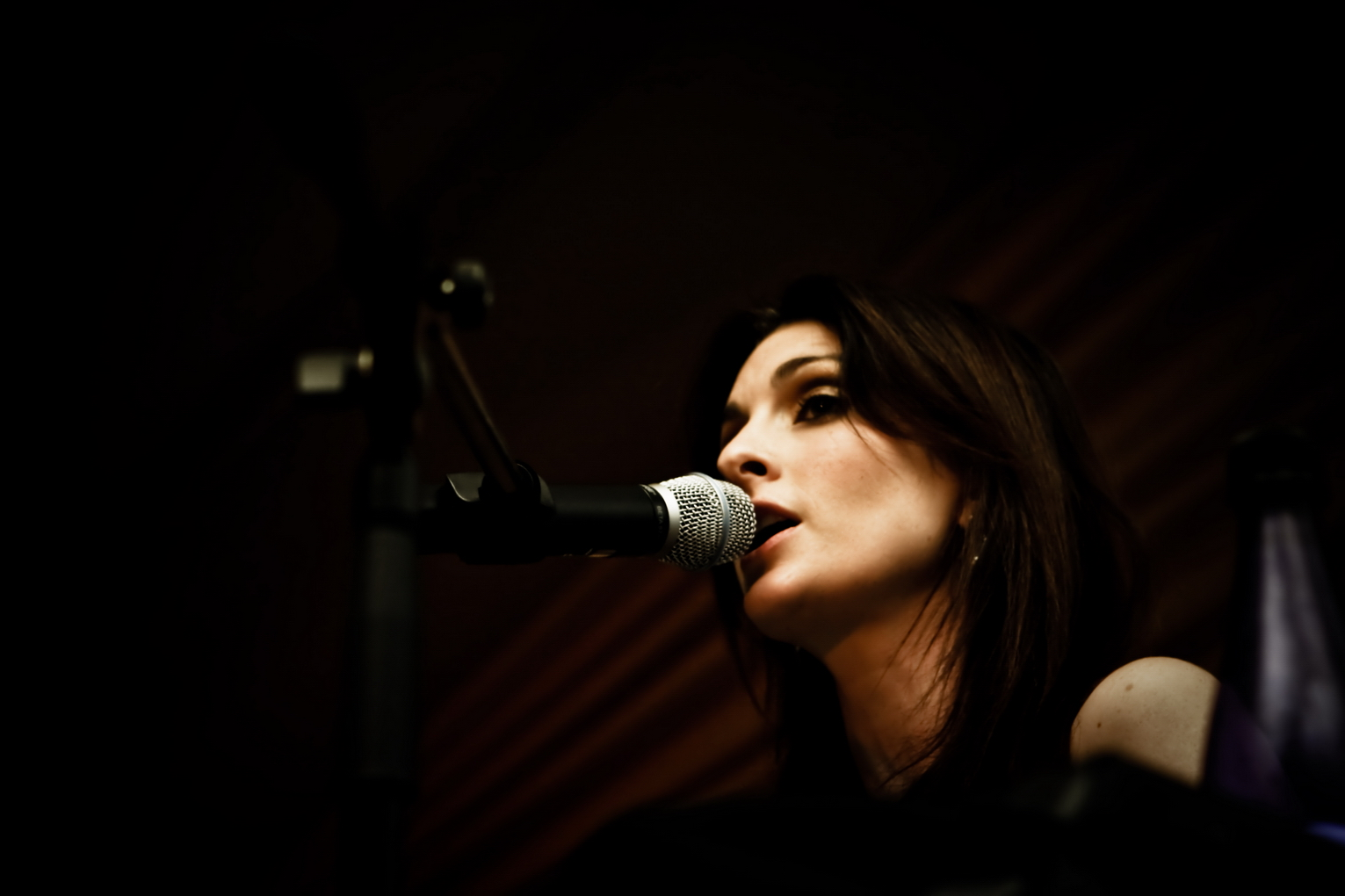
Louise Carver

Louise Carver (* 10. Januar 1979 in Kapstadt) ist eine südafrikanische Sängerin und Pianistin.

## Leben
Von 1996 bis zum Abschluss 2002 studierte Louise Carver Politik, Philosophie und Ökonomie (kurz PPE) an der Universität Kapstadt.
Ihren ersten Plattenvertrag erhielt Louise Carver im Alter von 15 Jahren.
Die Musik von Louise Carver bewegt sich im Bereich Popmusik und Rockmusik, in deutlich unterschiedlichen Stilrichtungen. Das erste Album Mirrors and Windows zeigt deutliche Anklänge an Blues und Country, während das zweite Album Looking around Dancefloor-Musik enthält – wie auch die Single Play the Game. Die beiden letzten Alben Silent Scream und Saved by the Moonlight enthalten ruhige, melodische Lieder mit autobiographisch geprägten Texten.

## Diskografie

### Alben
- 1998: Mirrors and Windows
- 2002: Looking Around
- 2005: Silent Scream
- 2007: Saved by the Moonlight
- 2009: The Home Tour – Live
- 2010: Look to the Edge
- 2013: Say It To My Face
- 2016: Hanging In The Void
- 2022: Dark Secrets

### Singles
- 1996: It Don't Matter
- 2000: Not Here
- 2001: Play the Game (zusammen mit Kenny Hawkes)
- 2010: Happy Christmas (War Is Over)
- 2012: How you gonna do it
- 2013: Not Tonight